# Leucinodella
Leucinodella is een geslacht van vlinders uit de familie van de grasmotten (Crambidae), uit de onderfamilie van de Spilomelinae. De wetenschappelijke naam van dit geslacht is voor het eerst voorgesteld door Embrik Strand in een publicatie uit 1918.

## Soorten
- L. banthaensis Ko & Bae, 2020
- L. leucostola (Hampson, 1896)